# Kultura sudowska
     kultura sudowska
     grupa olsztyńska
     kultura Dollkeim-Kovrovo
     grupa niemeńska
     kultura ceramiki kreskowej
     kultura miłogradzka
     kultura dniepro-dwińska

Kultury środkowej i wschodniej Europy epoki żelaza (za: Marija Gimbutas, The Balts, 1963)
kultura sudowska
grupa olsztyńska
kultura Dollkeim-Kovrovo
grupa niemeńska
kultura ceramiki kreskowej
kultura miłogradzka
kultura dniepro-dwińska

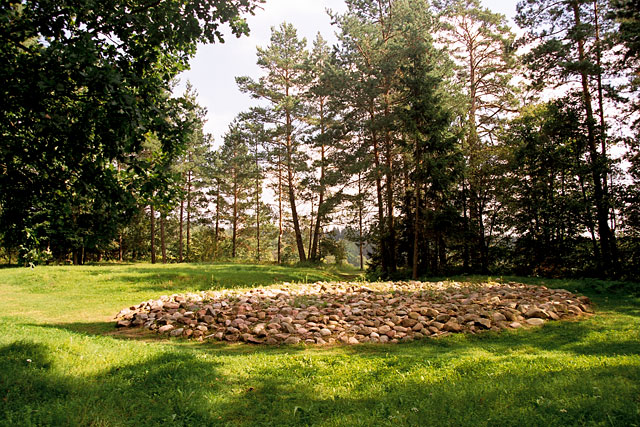
Największy kurhan na terenie kultury sudowski w okolicy Suwałk

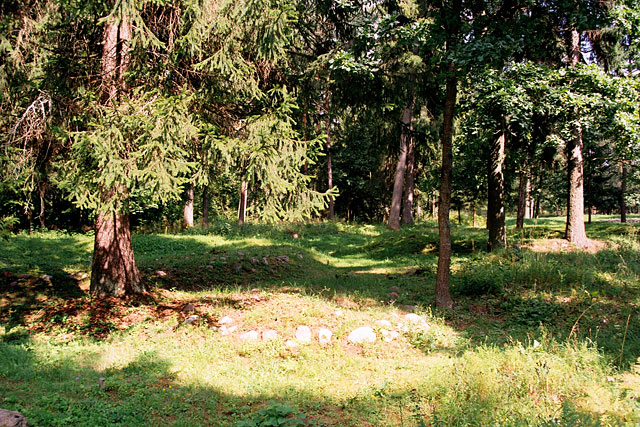
Kurhany w lesie

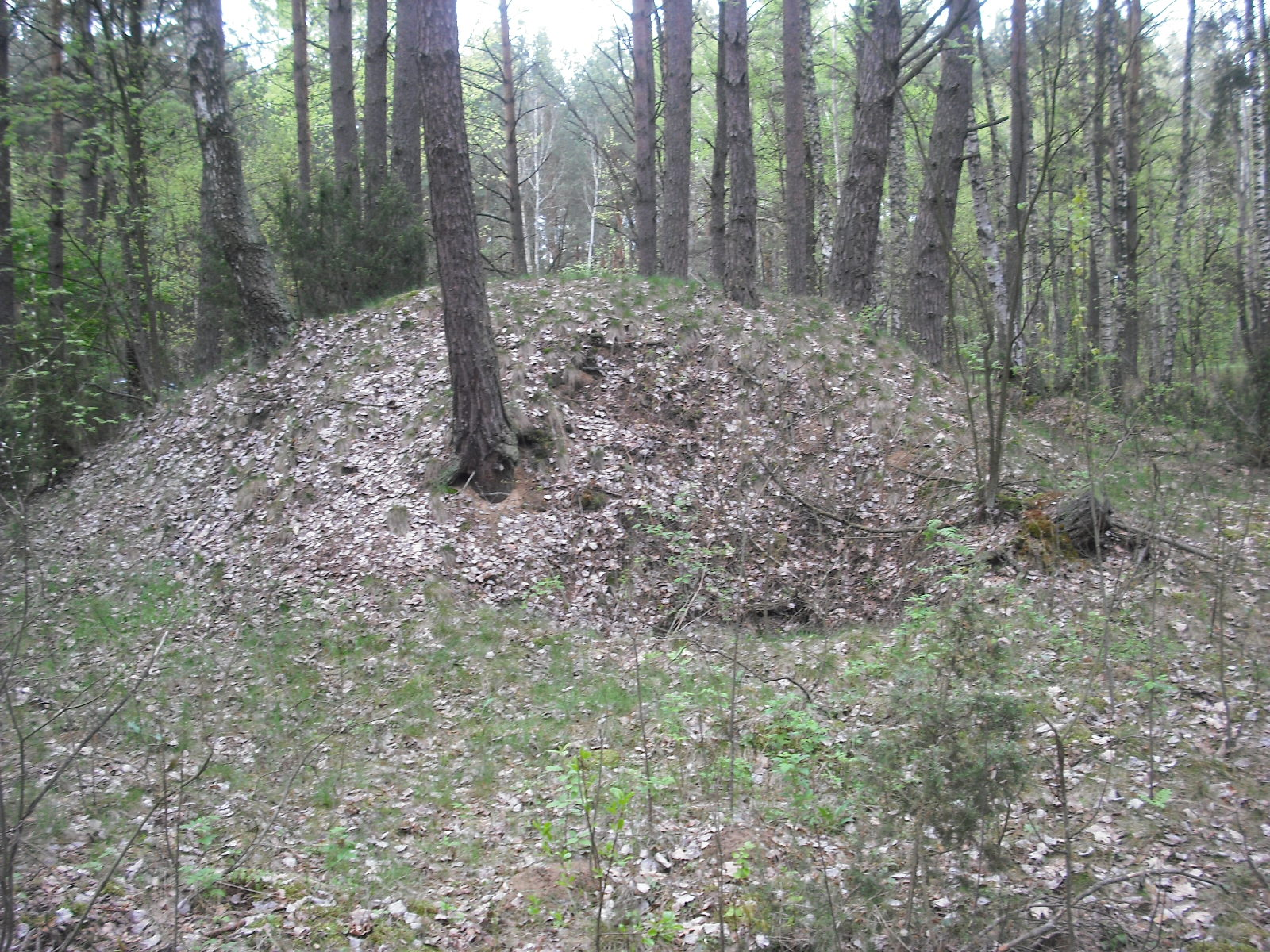
Mało znany kurhan w lesie w pobliżu wsi Jatwieź Duża

Kultura sudowska – kultura archeologiczna epoki żelaza, na terenie obecnej północno-wschodniej Polski, południowo-zachodniej Litwy i wschodniej Białorusi. Funkcjonowała do VI–VII wieku. Jest zaliczana do kręgu kultur zachodniobałtyjskich. Termin stworzony przez Mariana Kaczyńskiego.
Stanowiska tej kultury spotykane są na terenie wschodnich Mazur, Suwalszczyzny w dorzeczu Czarnej Hańczy i na Równinie Augustowskiej. Zaczęła formować się u schyłku wczesnego okresu wpływów rzymskich (zapewne w połowie II wieku) w rejonie Gołdapi, ale rozwinęła się na początku młodszego okresu wpływów rzymskich. Trwała przynajmniej do połowy późnego okresu wędrówek ludów a więc do końca VI wieku. W połowie VII w. we wszystkich skupiskach osadniczych kultury sudowskiej, w tym także w rejonie Szurpił i Konikowa, zostaje porzucony zwyczaj chowania zmarłych na cmentarzyskach kurhanowych. Od tego momentu aż do okresu wikińskiego na omawianym terenie obrządek pogrzebowy pozostaje nieuchwytny. Nie da się wykluczyć, że część funkcjonujących jeszcze w okresie wędrówek ludów ośrodków mogła przetrwać do przełomu VII/VIII w., a nawet dalej, ale osadnictwo uległo tu rozdrobnieniu i rozproszeniu, nie stanowiąc poważnego czynnika kulturowego, politycznego i ekonomicznego. Taki stan rzeczy był wynikiem kryzysu kultury sudowskiej i załamania się antycznych układów społeczno-gospodarczych.
Kultura sudowska utożsamiana jest ze znanym z przekazów pisanych plemieniem Sudawów. Tereny te były od IX wieku zasiedlone przez bałtyjskie plemiona Jaćwingów, które bywają podobnie określane. Brak jest jednak podstaw naukowych, aby jej autorstwo przypisywać Jaćwingom.
Ludność praktykowała chowanie zmarłych w kamiennych kurhanach. Na początku, w grobach „centralnych” w kurhanach liczne są pochówki szkieletowe, które w ciągu młodszego okresu rzymskiego stopniowo zanikają na rzecz ciałopalenia. Dla okresu wędrówek ludów charakterystyczne są kurhany tzw. rodzinne (rodowe) z wieloma pochówkami popielnicowymi wkopanymi w nasypy.
Kultura sudowska dzieli się na trzy wyraźne części: grupę suwalską (wschodnią), gołdapską (zachodnią) i najmniejszą augustowską (południową). Różnią się one nieco od siebie cechami obrządku pogrzebowego, np. w grupie gołdapskiej nie stosowano obrządku szkieletowego ale wyłącznie ciałopalny a w grupie augustowskiej w młodszym okresie rzymskim nie ma kurhanów.